# Dysphania caeruleoplaga
Dysphania caeruleoplaga là một loài bướm đêm trong họ Geometridae.